# 龍鳳漁港
龍鳳漁港（英語：Long Fong Fishing Port），位於苗栗縣竹南鎮龍鳳，冷水溪出海口與龍鳳大排交接處之南岸；屬於第二類漁港，由南龍區漁會管轄。位置緊鄰著西濱公路，是全台唯一位於海線縱貫線沿線之漁港。主要漁獲物為鰆、烏魚、花枝、白口、鐵甲參、鯛、鯧、鰤類等，年產量約有324 公噸，價值新台幣2,810 萬元；於2001年7月數度於港口出現保育類的中華白海豚游蹤，成為當地賞魚勝地。

## 沿革
- 1982年：政府正式於龍鳳大排水溝出海口作為漁港之地，該港闢建列在「第一期漁港建設方案」內。
- 1983年~1987年：投資3,928萬元完成防波堤主體設施，其設施未完工程繼於「第二期台灣地區漁港建設方案」中。
- 1988年~1992年：再投資4,817萬元陸續完成防波堤、突堤碼頭、道路排水、路燈等工程。
- 1993年：5月配合漁港法分類經行政院農業委員會公告為第三類漁港。
- 1994年~1995年：進行碼頭改建237公尺及延長南、北防波提各50公尺。
- 2001年：10月落成啟用漁獲直銷中心。
- 2008年：跨港景觀橋「帆船大橋」落成。
- 2015年：龍鳳漁港外海全台首座離岸風力發電動土。
- 2017年：離岸風電第一期落成。
- 2020年：龍鳳漁港聯外道路興建工程10月17日動土。
- 2022年：龍鳳漁港聯外道路拓寬工程於11月23日啟用

## 牽罟
該港為苗栗縣尚有保留牽罟之活動，牽罟是為古老的捕魚方法，其作業方式係以岸邊為據點，運用漁船將於網在到適當的海域，將魚網拖曳接近岸邊後，再由岸邊之人以拔河的方式將漁網拉上岸。目前舉辦此牽罟是為了使人們能親近大海、舒緩壓力、活絡筋骨之戶外活動。自2006年6月24日於該港舉辦之“歡樂龍鳳牽罟趣”活動，已成為每年舉辦一次之儀式。